# Frances Bavier
Frances Elizabeth Bavier (14 de diciembre de 1902 - 6 de diciembre de 1989) fue una actriz teatral, cinematográfica y televisiva de estadounidense. Iniciada en el ambiente teatral de la ciudad de Nueva York, Bavier trabajó en el cine y la televisión a partir de la década de 1950. Hizo el papel de Tía Bee en The Andy Griffith Show y en Mayberry R.F.D. entre 1960 y 1970, ganando el Primetime Emmy a la mejor actriz de reparto - Serie de comedia por dicho papel en 1967.

## Carrera inicial
Nacida en la ciudad de Nueva York, Bavier estudió en la Universidad de Columbia y en la American Academy of Dramatic Arts antes de dedicarse a la actuación. Al principio trabajó en el vodevil, y más tarde fue actriz teatral en el circuito de Broadway. Bavier actuó en más de una docena de películas, e interpretó diversos papeles de reparto para la televisión. Destacan sus actuaciones en la obra Point of No Return, junto a Henry Fonda, y su papel de Mrs. Barley en el clásico de 1951 The Day the Earth Stood Still. En 1957 encarnó a Nora Martin, madre de Eve Arden, en la serie de corta trayectoria The Eve Arden Show. 
Bavier tuvo una relación de amor odio con su papel más famoso, el de la Tía Bee en The Andy Griffith Show. Como actriz neoyorquina, sentía que su talento era pasado por alto. Al mismo tiempo, interpretó a la Tía Bee durante ocho temporadas y fue la única persona que, formando parte del reparto original, continuó con la serie spin-off Mayberry R.F.D., emitida durante tres temporadas. Su interpretación le valió ganar el Primetime Emmy a la mejor actriz de reparto - Serie de comedia en 1967. La estrella del show, Andy Griffith, explicaba que los dos muchas veces discutían durante la producción del programa y que, poco antes de que ella falleciera, le llamó para disculparse por las dificultades que había ocasionado durante los rodajes.

## Últimos años
En 1972, Bavier se retiró de la interpretación y compró una casa en Siler City (Carolina del Norte). Sin embargo, tuvo un breve retorno en 1974 participando en el film de carácter familiar Benji. Bavier nunca se casó, y no tuvo descendencia. Aunque difícil en sus relaciones personales, participó en actividades benéficas, promocionando actividades navideñas y cooperando con la organización Easter Seals desde su domicilio en Siler City.
Por motivos de carácter médico, Bavier hubo de renunciar a tomar parte del telefilm de 1986 Return to Mayberry, protagonizado por Andy Griffith.

## Fallecimiento
El 22 de noviembre de 1989 Bavier ingresó en el Hospital Chatham. Sufría una dolencia cardiaca y un cáncer, y hubo de permanecer dos semanas en una unidad coronaria. Recibió el alta el 4 de diciembre de 1989 y falleció dos días después en su casa de Soler City a causa de un infarto agudo de miocardio. Frances Bavier fue enterrada en el Cementerio Oakwood de Siler City.

## Filmografía
| Año  | Título                                   | Papel                    | Observaciones                      |
| ---- | ---------------------------------------- | ------------------------ | ---------------------------------- |
| 1931 | Girls About Town                         | Joy                      |                                    |
| 1951 | The Day the Earth Stood Still            | Mrs. Barley              |                                    |
| 1952 | The Lady Says No                         | Tía Alice Hatch          |                                    |
| 1952 | Bend of the River                        | Mrs. Prentiss            | Otro título: Where the River Bends |
| 1952 | Sally and Saint Anne                     | Mrs. Kitty "Mom" O'Moyne |                                    |
| 1952 | My Wife's Best Friend                    | Mrs. Chamberlain         |                                    |
| 1952 | Horizons West                            | Martha Hammond           |                                    |
| 1952 | El cómico                                | Mrs. Rogers              |                                    |
| 1953 | Man in the Attic                         | Helen Harley             |                                    |
| 1956 | La mala semilla                          | Mujer en una cena        | Sin créditos                       |
| 1958 | A Nice Little Bank That Should Be Robbed | Mrs. Solitaire           | Otro título: How to Rob a Bank     |
| 1959 | It Started with a Kiss                   | Mrs. Tappe               |                                    |
| 1974 | Benji                                    | Señora con un gato       |                                    |

| Año        | Título                    | Papel                     | Observaciones                                                                       |
| ---------- | ------------------------- | ------------------------- | ----------------------------------------------------------------------------------- |
| 1952       | Racket Squad              | Martha Carver             | 1 episodio                                                                          |
| 1952– 1953 | Gruen Guild Playhouse     | Sarah Cummings            | 2 episodios                                                                         |
| 1953       | Hallmark Hall of Fame     | Lou Bloor                 | 1 episodio                                                                          |
| 1953– 1954 | City Detective            | Varios papeles            | 3 episodios                                                                         |
| 1953– 1954 | Letter to Loretta         | Varios papeles            | 3 episodios                                                                         |
| 1953– 1955 | Dragnet                   | Hazel Howard              | 3 episodios                                                                         |
| 1954       | The Pepsi-Cola Playhouse  | Thelma                    | 2 episodios                                                                         |
| 1954– 1955 | Waterfront                | Martha Amy                | 2 episodios                                                                         |
| 1954– 1956 | It's a Great Life (NBC)   | Mrs. Amy Morgan           | 62 episodios                                                                        |
| 1955       | El llanero solitario      | Tía Maggie Sawtelle       | 1 episodio                                                                          |
| 1955       | Soldiers of Fortune       | Amelia Lilly              | 1 episodio                                                                          |
| 1955       | Damon Runyon Theater      |                           | 1 episodio                                                                          |
| 1955       | Alfred Hitchcock Presents | Mrs. Fergusen             | 1 episodio                                                                          |
| 1956       | Lux Video Theatre         |                           | 1 episodio                                                                          |
| 1956       | Cavalcade of America      | Mrs. Hayes                | 1 episodio                                                                          |
| 1957       | Fireside Theater          |                           | 1 episodio                                                                          |
| 1957       | General Electric Theater  | Miss Trimingham           | 1 episodio                                                                          |
| 1957       | Perry Mason               | Louise Marlow             | 1 episodio                                                                          |
| 1957– 1958 | The Eve Arden Show        | Mrs. Nora Martin          | 5 episodios                                                                         |
| 1958       | Colgate Theatre           |                           | 1 episodio                                                                          |
| 1959       | The Ann Sothern Show      | Mrs. Wallace              | 1 episodio                                                                          |
| 1959       | The Thin Man              |                           | 1 episodio                                                                          |
| 1959       | Sugarfoot                 | Tía Nancy Thomas          | 1 episodio                                                                          |
| 1959       | Wagon Train               | Hermana Joseph            | 1 episodio                                                                          |
| 1959       | 77 Sunset Strip           | Abuela Fenwick            | 1 episodio                                                                          |
| 1960       | The Danny Thomas Show     | Henrietta Perkins         | 1 episodio                                                                          |
| 1960       | Rawhide                   | Ellen Ferguson            | 1 episodio                                                                          |
| 1960– 1968 | The Andy Griffith Show    | Tía Beatrice "Bee" Taylor | 175 episodios Primetime Emmy a la mejor actriz de reparto - Serie de comedia (1967) |
| 1967       | Gomer Pyle, U.S.M.C.      | Tía Bee Taylor            | 1 episodio                                                                          |
| 1968– 1970 | Mayberry R.F.D.           | Tía Bee Taylor            | 24 episodios                                                                        |